# Max Körting
Max Körting (* 19. September 1862 in Leipzig; † 4. Mai 1948 ebenda) war ein deutscher Unternehmer in der Lichttechnik.
Sein Vater, Eduard Körting († 1876), hatte als Tischlermeister eine Bautischlerei mit etwa 30 Gesellen. Nach dem frühen Tod des Vaters musste der Sohn zu Ostern 1877 die Realschule in der 3. Klasse beenden, um zu arbeiten. Zufällig war bei der feinmechanischen Werkstätte für physikalische Apparate von Franz Hugershoff, eine Lehrstelle frei. Vom Mai 1884 bis zum September 1886 arbeitete Körting dann bei Carl Zeiss. Danach war er bis Januar 1888 beim Unternehmen Schumann & Köppe in Leipzig tätig, die eine originelle Bogenlampen-Konstruktion herausgebracht hatte. Hier lernte er Wilhelm Mathiesen (1859–1936) kennen, der als autodidaktischer Elektrotechniker an der Neukonstruktion einer Bogenlampe arbeitete. Körting arbeitete dann zunächst als Direktionsassistent des Unternehmens Mey & Co. in Leipzig.

Kandem-Signet von Körting & Mathiesen, ca. 1920

Körtings Familie brachte ein Startkapital von 13.000 Mark auf, und am 1. August 1889 wurde das Unternehmen Körting & Mathiesen gegründet. Das erste Dutzend ihrer neuen Bogenlampen war zum Jahresende von ihren Konkurrenten vorbestellt und vorausbezahlt. Das Unternehmen fertigte, vertrieb und bot Service an für Lichttechnik, insbesondere Bogenlampen und Beck-Scheinwerfer, Stromzähler, Transformatoren und Kopiereinrichtungen. 1893 hatten sie ihre 10.000. Bogenlampe verkauft, und zu Weihnachten zog das Unternehmen mit etwa 40 Möbelwagen in neue Produktionsanlagen im westlichen Vorort und späteren Leipziger Stadtteil Leutzsch um.
1897 kam der Bau von Bogenlampen-Scheinwerfern hinzu, zunächst für den Einsatz in Theatern. 1901 wurde das Unternehmen in eine Aktiengesellschaft umgewandelt. Ab 1912 wurden mit Heinrich Beck aus den Bogenlampen-Scheinwerfern Groß-Scheinwerfer für die Kaiserliche Marine entwickelt. Im Ersten Weltkrieg übernahm die Optische Anstalt C. P. Goerz die Scheinwerferproduktion.
Im April 1925 wurde die Abteilung für Rundfunktechnik ausgegliedert in die von ehemaligen Mitarbeitern geleitete Dr. Dietz & Ritter GmbH (Leipzig O 27, Fabrik für Radio-Erzeugnisse und Transformatoren), an der Körting mit 20 % beteiligt war. Ab 1932 wurden Körting-Radios gebaut, Ende der 1930er Jahre erwarb Oswald Ritter die Körting-Anteile.
Das Werk in Leipzig-Leutzsch blieb im Zweiten Weltkrieg ohne größere Schäden, wurde 1945 demontiert und 1946 enteignet. Trotz dieses erheblichen Verlusts wagten Körting und sein Sohn Fritz einen Neuanfang in Westdeutschland, mit der Kandem-Apparate und Leuchtenbau GmbH in Limburg an der Lahn und mit den Körting-Radiowerken in Grassau in Oberbayern.